# Scada
Ne doit pas être confondu avec SCADA.
Genre
Synonymes
- Salacia Hübner, 1823, nom. praeocc.
- Heteroscada Schatz, [1886][1]

Scada est un genre de lépidoptères (papillons) de la famille des Nymphalidae et de la sous-famille des Danainae. Ses espèces résident en Amérique centrale et en Amérique du Sud.

## Taxonomie
Ce genre a d'abord été décrit en 1823 par l'entomologiste allemand Jakob Hübner sous le nom de Salacia, avec pour espèce type Salacia phyllodoce Hübner, [1823] (nom actuellement mis en synonymie avec Papilio karschina Herbst, 1792). Le nom Salacia s'avérant préoccupé par Salacia Lamouroux, 1816 (un genre de méduses), l'entomologiste britannique William Forsell Kirby a introduit en 1871 un nomen novum : Scada,.

## Liste des espèces et distributions géographiques
Ce genre comprend cinq espèces décrites, toutes originaires de l'écozone néotropicale (Amérique centrale et Amérique du Sud), :
- Scada karschina (Herbst, 1792) — Brésil.
- Scada kusa (Hewitson, 1872) — Équateur, Nord du Pérou.
- Scada reckia (Hübner, [1808]) — Brésil, Guyanes, Venezuela, Colombie, Équateur, Pérou.
- Scada zemira (Hewitson, 1856) — Équateur.
- Scada zibia (Hewitson, 1856) — du Nicaragua au Panama, Colombie, Équateur, Pérou.

## Morphologie
Les imagos des espèces du genre Scada sont des papillons jaune et noir à l'aspect délicat.

## Biologie
Les chenilles se nourrissent de Solanacées.

### Publication originale
Kirby, W. F. (William Forsell), 1844-1912, A synonymic catalogue of diurnal Lepidoptera (œuvre littéraire), Inconnu, Londres, 1871, [lire en ligne].